# Helmondia '55 in het seizoen 1962/63
Het seizoen 1962/1963 was het achtste jaar in het bestaan van de Helmondse betaaldvoetbalclub Helmondia '55. De club kwam uit in de Tweede divisie B en eindigde daarin op de 13e plaats. Tevens deed de club mee aan het toernooi om de KNVB beker, hierin werd de club in de eerste ronde uitgeschakeld door amateurclub Standaard (2–3).

## Wedstrijdstatistieken

### Tweede divisie B
|       | Baronie | BVV   | D.F.C. | EDO   | 't Gooi | Haarlem | Hermes DVS | Hilversum | HVC   | LONGA | NOAD  | PEC   | RCH   | SVV   | Wilhelmina | Xerxes |
| ----- | ------- | ----- | ------ | ----- | ------- | ------- | ---------- | --------- | ----- | ----- | ----- | ----- | ----- | ----- | ---------- | ------ |
| Thuis | 2 – 1   | 3 – 1 | 1 – 0  | 1 – 2 | 0 – 0   | 1 – 3   | 3 – 3      | 0 – 0     | 1 – 3 | 2 – 0 | 2 – 2 | 1 – 1 | 2 – 2 | 4 – 1 | 1 – 2      | 3 – 2  |
| Uit   | 3 – 1   | 1 – 0 | 1 – 1  | 2 – 2 | 2 – 1   | 3 – 2   | 1 – 1      | 2 – 1     | 0 – 1 | 4 – 1 | 3 – 1 | 1 – 0 | 2 – 3 | 0 – 0 | 3 – 0      | 1 – 1  |

### KNVB beker
| 1e ronde                                                  | Standaard                           | 3 – 2 (1 – 2) | Helmondia '55                       |
| 13 oktober 1962 Plaats: Maastricht Sportcomplex Toustruwe | Pilet André Ravestijn –' (pen.), –' |               | Leo van der Linden Harry Swanenberg |

## Statistieken Helmondia '55 1962/1963

### Eindstand Helmondia '55 in de Nederlandse Tweede divisie B 1962 / 1963
| Stand | Gespeeld | Gewonnen | Gelijk | Verloren | Punten | Doelpunten voor | Doelpunten tegen |
| ----- | -------- | -------- | ------ | -------- | ------ | --------------- | ---------------- |
| 13e   | 32       | 8        | 11     | 13       | 27     | 43              | 52               |

### Topscorers
| #      | Naam                  | Goal |
| ------ | --------------------- | ---- |
| 1.     | Leo van der Linden    | 10   |
| 2.     | Coen Dillen           | 9    |
| 3.     | Cor Clynck            | 6    |
| 4.     | Gerard van de Kerkhof | 5    |
| 5.     | Lambert Kreekels      | 4    |
| 5.     | Frans Overzier        | 4    |
| 7.     | Wim van den Berk      | 1    |
| 7.     | Len van den Boogaard  | 1    |
| 7.     | Jack van der Schoot   | 1    |
| 7.     | Harry Swanenberg      | 1    |
| 7.     | Rene van Weerle       | 1    |
| Totaal | Totaal                | 43   |

| #      | Naam               | Goal |
| ------ | ------------------ | ---- |
| 1.     | Leo van der Linden | 1    |
| 1.     | Harry Swanenberg   | 1    |
| Totaal | Totaal             | 2    |